# 西畴润楠
西畴润楠（学名：Machilus sichourensis）为樟科润楠属下的一个种。

## 扩展阅读
- 維基物種上的相關：西畴润楠